# Сесар Тьємпо
Се́сар Тьє́мпо (ісп. César Tiempo), при народженні Ізраїль Зейтлін (3 березня 1906, Катеринослав — 24 жовтня 1980, Буенос-Айрес) — аргентинський журналіст, актор, сценарист та письменник українського походження.

## Життєпис
Ізраїль Зейтлін походив з єврейської родини з корінням в Україні. Через періодичні погроми його сім'я емігрувала до Гамбурга та, після короткого перебування, до США. Оскільки там були проблеми з імміграційними органами, родина переїхала до Аргентини, де хлопчик зустрів свій перший день народження. 1924 року отримав громадянство Аргентини.
У 21 рік під творчим псевдонімом Сесар Тьємпо опублікував антологію «Поезія Аргентини» у 1927 році разом зі своїм другом Педро Хуаном Віньяле. Ця публікація досі вважається важливою, оскільки там були записані всі авангардні письменники.
Був учасником Групи Боедо. Однак Сесар Тьємпо прославився літературним скандалом. У 1926 р. він опублікував у видавництві Claridad під псевдонімом Клара Бетер поетичну збірку «Versos de una…» Апокрифічні вірші від імені повії були успішними і високо оцінені офіційною літературною критикою. Після того, як Клара Бетер отримала кілька пропозицій про шлюб, Сесар Тьємпо викрив своє шахрайство. Через роки Клара Бетер залишалася суперечливою темою.
З 30-тих років Тьємпо здебільшого писав сценарії для фільмів, також працював як актор. Окрім цілком незалежної літературної праці, Сесар Тьємпо певний час виступав також як оглядач і головний редактор газет та журналів, як «La Vanguardia», «Crítica», «El Sol» та «La Prensa».
У 1973—1975 роках був директором Національного театру Сервантеса.
Сесар Тьємпо помер 24 квітня 1980 року у віці 74 років в Буенос-Айресі.

## Відзнаки
- 1930 р. Муніципальна Премія за поезію
- 1978 р. Premio Sixto Pondal Ríos

## Твори
Поезія
- Sábado pleno (1955 рік)
- Sábadomingo (1938 рік)
- Sabatión argentino (1933 рік)
- Libro para la pausa del sábado (1930 рік)
- Versos de una…  (1926 рік)

Проза
- Capturas recomendadas. Редакція Libreria del jurista, Буенос-Айрес (1978).
- Mi tio Scholem Aleijem y otros parientes. Корегідор, Буенос-Айрес, (1978).
- El último romance de Gardel (1975)
- Clara Beter y otras fatamorganas (1974)
- El becerro de oro (1973)
- Florencio Parravicini (1971)
- Evocación de Quiroga (1970)
- Protagonistas. Editores Kraft, Буенос-Айрес (1954).
- Moravia, Vivian Wilde y Compañía (1953 рік)
- Yo hablé con Toscanini (1941 рік)
- La campaña antisemita y el director de la Biblioteca Nacional (1935)
- Exposición de la actual poesía argentina (1927)

Театр
- Yrigoyen (1973)
- El lustrador de manzanas (1957)
- La dama de las comedias (1951)
- Pan criollo (1937 рік).
- Альфарда (1935 рік).
- El teatro soy yo (1933 рік).

Видання
- Poesías completas . Stilman, Буенос-Айрес 1979 року.

Фільмографія
- Safo (2003)
- Proceso a la infamia (1978)
- No hay que aflojarle a la vida (1975)
- Las procesadas (1975)
- La pequeña señora de Pérez (1972)
- Deliciosamente amoral (1969)
- Curse of the Stone Hand (1964) (episodio Suicide Club)
- Amorina (1961)
- Matemática Zero, Amor Dez (1958) (Brasil)
- La sombra de Safo (1957)
- La novia (1955)
- Misión extravagante (1954)
- El muerto es un vivo (1953)
- Paraíso robado (1952)
- Donde comienzan los pantanos (1952)
- Martín Pescador (1951)
- Pasaporte a Río (1950)
- El baño de Afrodita (1949) (México)
- Otra cosa es con guitarra (1949)
- La muerte camina en la lluvia (1948)
- Los pulpos (1948)
- Al marido hay que seguirlo (1948)
- El hombre que amé (1947)
- Con el diablo en el cuerpo (1947)
- El último guapo (1947) (Chile)
- La dama de las camelias (1947) (Chile)
- Los verdes paraísos (1947)
- El ángel desnudo (1946)
- Adán y la serpiente (1946)
- La dama de la muerte (1946) (Chile)
- Las seis suegras de Barba Azul (1945)
- La señora de Pérez se divorcia (1945)
- El canto del cisne (1945)
- La pequeña señora de Pérez (1944)
- La verdadera victoria (1944)
- Safo, historia de una pasión (1943)